# Carlos Maturana
Carlos Maturana Piña, más conocido como Bororo (Santiago, 10 de noviembre de 1953) es un pintor chileno, artista perteneciente al neoexpresionismo. Además, es tío de Alison Mandel e hijo del recordado "Señor Mandiola" (Gabriel Maturana), personaje del programa de humor Jappening con Ja

## Biografía
Es hijo del actor Gabriel Maturana, es sobrina suya la humorista Alison Mandel. Desde muy pequeño Carlos se aficionó a la pintura y al dibujo y en 1972 ingresó a la Facultad de Bellas Artes de la Universidad de Chile, de donde egresó como licenciado en Artes Plásticas. Allí fue alumno del destacado artista nacional Rodolfo Opazo.

## Vida artística
Entre 1975 y 1981, se desempeñó como profesor ayudante y luego como titular en las cátedras de pintura, dibujo y croquis en la Facultad de Artes de la Universidad de Chile.
En 1982 se desempeñó como profesor de Taller de Color y Expresión Gráfica para la carrera de Diseño en el Gastonia College. Entre 1983 y 1985 trabajó como profesor de dibujo y pintura en el Instituto de Arte y Cultura del Colegio Médico de Chile. En 1983 y 1984 se desempeñó como profesor del Taller de Pintura "La Brocha", en la plaza del "Mulato Gil de Castro".
Su trabajo forma parte de la colección del Museo Nacional de Bellas Artes de Chile y cuenta con numerosas exposiciones en galerías nacionales como la Galería Arte Actual y Artespacio.
Ha participado, además, en numerosas exposiciones individuales y colectivas en Chile, Inglaterra, Francia, España, Italia, Argentina y los Estados Unidos.
Entre los numerosos reconocimientos y premios recibidos destacan el premio de Honor de la VII Bienal Internacional de Arte de Valparaíso, varias becas de la Corporación de Amigos del Arte; la beca Fondart del Ministerio de Educación de Chile; el Primer Premio Salón de Alumnos de la Facultad de Artes de la Universidad de Chile (1975); Segundo Premio Concurso Beca Fundación Pacífico, Museo Nacional de Bellas Artes (1978); Primer Premio Concurso El Árbol en la Pintura Chilena, Museo Nacional de Bellas Artes (1982); Premio de Honor VII Bienal Internacional de Valparaíso (1985); Primer Premio Concurso El Paisaje Urbano con la obra "El centro de Santiago" (1988).
"El artista tiene el ojo plástico, pero quien manda al momento de pintar es el niño", ha dicho Carlos Maturana, quien tiene mucha experiencia en talleres para menores. Su empatía con las creaciones infantiles es ampliamente conocida en el medio nacional. Incluso, la crítica ha creído ver en sus propios cuadros esa frescura primitiva que sólo trasmiten espontáneamente los niños.
La obra de "Bororo" deviene esencialmente ligada al cuadro como soporte tradicional, a diferencia de la producción plástica de los años 1970.
Bororo pertenece a la llamada Escena de Avanzada o Generación de los años 1980 junto a Samy Benmayor, Omar Gatica, Matías Pinto D'Aguiar e Ismael Frigerio, entre otros. Ellos se han caracterizado por su intención de recuperar la pintura, el gesto y el carácter lúdico del arte, perdido en años anteriores.
Al igual que sus compañeros de generación, a Maturana lo motiva una vehemente improvisación. En muchas ocasiones, su pintura ha sido fruto del azar o de lo fortuito, además de sentimientos y pasiones que han rodeado la vida del artista desde su infancia.
El trabajo de "Bororo" siempre ha estado muy ligado a su forma de vida, al dibujo infantil, al chorreo directo, al furor cromático, evocadores de su apasionada forma de enfrentar la vida y sus telas.
"La pintura gestual —han escrito los expertos—, de brochazos intuitivos, de chorreados expresivos y mancha directa, sin restricciones, han caracterizado el trabajo del artista. La potencia del color y el dibujo elemental, de una gráfica muy simple, casi infantil, conforman un universo que se mueve entre lo abstracto y lo figurativo. Allí la intensidad y la pasión del artista desemboca en una subjetividad que da forma a distintas dimensiones y perspectivas en la tela."